# Might & Magic: Heroes VI
Might & Magic: Heroes VI (укр. Меч і Магія: Герої VI) — відеогра жанру покрокової стратегії для Microsoft Windows, шоста частина серії Герої Меча та Магії. Розроблена компанією Black Hole Entertainment і видана компанією Ubisoft. Гра була анонсована 17 серпня 2010 року і представлена на міжнародній виставці Gamescom. Реліз відбувся 13 жовтня 2011 року.
Події гри розгортаються за 400 років до подій в Героїв Меча та Магії V, демонструючи історію дітей Герцог Грифона Слави, котрі приєдналися до різних фракцій.

## Ігровий процес

Герой на карті пригод

### Основи
Меч і Магія: Герої VI є покроковою стратегією з RPG-елементами. Кожен гравець керує містами і героями з арміями фантастичних істот, щоб досягти поставленої цілі, передусім знищення противників. Учасники ходять по черзі, за крок можна перемістити героя на певну відстань і звести в місі одну споруду. Решта дій визначені тільки запасом ходьби героя і обсягом ресурсів. Після завершення дій усіх учасників настає наступний крок (ігровий день). Дні складають 7-денні тижні, на початку яких в містах створюються нові війська, причому кожен з тижнів дає всім сторонам конфлікту певний бонус або ефект. Нововведенням шостої частини стало те, що герой може переміщуватися картою без армії. Зібрані предмети і ресурси з завойованих територій використовуються для розбудови міст і подальшого поширення свого впливу на інші землі. У грі можна налаштовувати інтерфейс на свій смак, поміщаючи кнопки потрібних дії чи магії на головний екран.

### Битви
При зіткненнях з ворогом гра переходить в тактичний режим, де дві армії розташовуються по ліву (атакуюча армія) і праву (армія, що зазнала нападу) сторони екрану на полі бою з розміткою у вигляді квадратних клітинок, і в покроковому режимі воюють до повного знищення чи втечі противника. Поле бою часто має природні перепони (камені, колоди) і інтерактивні об'єкти. Наприклад, капкан позбавляє можливості пересуватися того, хто на нього наступить, а статуя Сліпої діви збільшує удачу військ навколо. В бою заповнюється шкала расового уміння. Це відбувається при вбивстві військ, як своїх, так і чужих, причому смерть своїх впливає сильніше. Саме уміння стає активним після заповнення до 25 %.
Битви поділяються на кілька типів — звичайні, облога міста або форту, морські битви, битви на мосту, битви з босами. Звичайна битва — це зіткнення двох армій на суші. При облозі міста або форту дві армії розділяє стіна з брамою (для кожної фракції різного типу). Битви на морі подібні на звичайні битви, але відбувається на двох поставлених поряд кораблях. Через дошку нападаюча сторона переходить на ворожий корабель, а далі діє, як в звичайному битві. Битви на мосту відрізняються від звичайних довшим полем битви, яке за один крок не може перетнути жодна істота. В режимі кампанії вперше в серії з'явилися битви з босами — особливо сильними ворожими лідерами, які можуть самі знищити цілу армію і можуть робити кілька дій за крок (2-3).
У Heroes VI повернулася традиційна зміна кроків, без параметру «ініціатива», але залишилася шкала черговості кроків військ. Програну битву можна переграти, не завантажуючи збереження. Бійці поділяються на три класи (а не 7 рівнів, як в попередній частині): основний, просунутий і елітний. На основному і просунутому містяться по три типи істот (наприклад, Стражі, Арбалетники і Весталки та їх вдосконалені версії належать до основного класу), на елітному — один. Звичайні війська можуть атакувати оборонні укріплення і міські ворота, але не так ефективно, як катапульта.

### Герої
Всього в грі 6 основних характеристик героїв: фізична сила, магічна сила, фізичний захист, магічний захист, фортуна і лідерство. Для кожного типу героя ці характеристики мають різні початкові значення.
Як і в ранніх частинах, у кожної фракції є два типи героїв — маги і воїни. При цьому «військові» класи героїв не можуть вивчити найсильніші закляття, а «магічним» недоступні високорівневі тактики. З кожним рівнем герой отримує 1 очко вміння, яке може бути витрачене, щоб вивчити нове вміння, тактику чи закляття, і 2 очки основних характеристик, які автоматично розподіляються між початковими характеристиками героя. 30-й рівень є максимальним.
Всього в грі існує два типи ушкоджень: фізичні і магічні. Магічні ушкодження завжди належить до однієї з 7 шкіл: Вогню, Води, Повітря, Землі, Світла, Темряви і Споконвічної Магії.
Нова система розвитку героїв має Шляхи: «Сльози» або «Кров», що впливає на одержувані навички. Умовно ці шляхи відповідають добру і злу. Зробивши добрий вчинок чи використовуючи закляття підтримки, герой одержує певну кількість очок «Сліз», які, накопичившись до деякого рівня, відкривають нові навички. «Сльози» дають оборонні навички і даються переважно за мирне вирішення конфліктів з потенційними ворогами і «добрі» рішення на сюжетних розвилках. «Кров» з іншого боку, дає руйнівні здібності і дається за напад на істот, з якими можна домовитися, використання руйнівної магії та «злий» вибір на сюжетних розвилках. Окрім додавання нових здібностей, вибір Шляху впливає і на розвиток сюжету кампанії та змінює зовнішність героя, відповідно до його світогляду.

### Міста і форти
Кожному рівню міста, яких є 4, відповідає свій набір будівель. Не можна зводити будівлі вищого рівня, ніж є у міста. Всі міста мають стандартні та унікальні будівлі. До стандартних належать: Будинок старійшин з надбудовами (Ратуша, Магістрат, Капітолій), Укріплення, Зал Героїв, Ринок, Міський портал і «житла» істот. Всі стандартні будівлі можуть бути вдосконалені, що розширює їх функціонал або дозволяє наймати покращені версії військ. Унікальних будівель, що дать спеціальні можливості, є по дві на вибір, звівши одну, другу більше неможливо побудувати. На вдосконаленому ринку можна купляти і продавати артефакти.
Порівняно з п'ятою частиною дещо змінився інтерфейс, екран замку, замість тривимірної моделі міста, показує майже статичну схематичну картинку. З одним з патчів екран міста набув вигляду, як у третій і четвертій частині — більш реалістичного, з більшою кількістю анімації. Разом з тим стало зручніше будувати будівлі і купувати війська.
Всі форти, шахти, житла істот автоматично поповнюють армію і скарбницю гравця, поки гравець є їх власником. Таким чином система караванів для доставки військ з віддалених жител і міст відпала. Щоб заволодіти шахтою чи житлом істот, потрібно захопити форт, який контролює навколишні землі. Якщо герой просто завоює об'єкт, він повернеться власнику, коли герой його покине. Відповідно, шахти не потребують охорони.
Володіючи артефактом Сльоза Аші, в одному з міст можна побудувати унікальну для кожної фракції будівлю, яка щоденно дає 5000 золота, збільшує приріст істот в півтора рази і дає спеціальні можливості. Так, Безмежна Милість Ельрата воскрешає третину загиблих військ після кожної битви.
Після захоплення ворожого міста або форту іншої фракції його можна перебудувати під свою за деяку плату. Унікальні будівлі при цьому зникнуть.

### Ресурси
Гра має чотири типи ресурсів (замість класичних для серії семи): золото, дерево, руду, і кристали. Дерево та руда є найбільш поширеними і слугують для будівництва споруд в містах. Золото зустрічається рідше і служить, крім будівництва, для придбання товарів і найму армій. Кристали рідкісні і цінні, необхідні для будівництва спеціальних споруд та найму високорівневих істот.

### Артефакти
Артефакти — це особливі предмети, зазвичай магічні, які дають певні бонуси чи здібності героєві, який володіє ними. Артефакти поділяються на слабкі, середні, реліквії та збірні. Артефакти діють тільки бувши «надягненими» на героя, тобто, бувши поміщеними у відповідні слоти екіпіровки. Є такі слоти: три слоти Кишені, Палець (для кілець), Ноги, Груди, Руки (для наруч), Ліва рука (для щитів, книг тощо), Права рука (для основної зброї), Плечі, Шия (для кулонів, шарфів), Голова, Плащ. Рюкзак має необмежену кількість слотів і слугує для зберігання неекіпірованих артефактів.
Крім звичайних, існують одноразові артефакти — зілля, що відновлюють ману, і магічні сувої, що дозволяють один раз чаклувати певне закляття.
Особливе місце належить Сльозі Аші — артефакту, за допомогою якого можна звести спеціальну будівлю фракції у столиці. Будівля збільшує прибуток, підвищує приріст істот і дає особливі бонуси для кожної фракції. На карті може бути тільки одна сльоза Аші (на деяких її може не бути взагалі). Сльозу Аші можна знайти, зібравши артефакт Диск Шантірі, який складається з чотирьох частин, схованих в різних місцях.
Герої мають Династичну зброю — особливі артефакти, які переходять впродовж кампанії з місії в місію і з часом дають бонуси власнику.

### Conflux
Онлайн-служба Conflux об'єднує гравців через онлайн-профіль і надає можливість обмінюватися повідомленнями в кампанії через «Сферу Conflux» і ділитися з друзями досягненнями.
З системою Conflux також пов'язана система Династій. На зароблені під час проходження кампанії очки династії купуються різні покращення, наприклад збільшення приросту основних істот або поліпшення параметрів героя. Династії мають рівні, відповідно до яких даються бонуси: Залізний, Бронзовий, Срібний, Золотий та Платиновий. У редакторі героїв можна створювати власних героїв, а потім використовувати їх в мультиплеєрі або в однокористувацькій грі. Також в мультиплеєрі через «Вівтар Бажань» можна купувати декоративні речі типу титулу-приписки до нікнейму, або нового портрету героя. Також Conflux надає бестіарій, в який заноситься повна інформація про всіх істот, яких зустрів гравець, що супроводжується ілюстраціями, і літопис досягнень, кожне з яких дає певну суму внутрішньоігрової валюти.

## Фракції
У грі 6 фракцій: Притулок (англ. Haven), Інферно (англ. Inferno), Некрополіс (англ. Necropolis), Твердиня (англ. Stronghold), Святилище (англ. Sanctuary) та Підземелля (англ. Dungeon).
Притулок
Держава: Священна Імперія (англ. The Holy Empire)
Столиця: Гніздо Сокола (англ. Falcon's Reach)
Священна Імперія є феодальною теократичною державою з культом Дракона Світла, Ельрата. На час дії гри ще не вщухли повстання прибічників старої віри — культу Дракона Повітря, Сілата. Населення Священної Імперії переважно складається з людей. Окрім них там живуть ангели, яких значно поменшало після воєн з Безликими.
Істоти фракції мають високий бойовий дух, стійкі та чаклують магію Світла, тобто, підтримки і захисту. Проте вони фокусуються на ближньому бою, не проявляючи великої агресії.
Класи героїв: Поборник, Лицар, Паладин; Інквізитор, Священник, Сповідник.
Істоти: Вартовий (Преторіанець), Арбалетник (Стрілець), Сестра (Весталка), Грифон (Імперський грифон), Променисте сяйво (Яскраве сяйво), Вершник Сонці (Хрестоносець Сонця), Серафим (Небожитель).
Інферно
Держава: Шио, В'язниця Вогню (англ. Sheogh, the Prison of Fire)
Столиця: Ур-Хекал, «Ворота Полум'яного Серця» (англ. Ur-Hekal, the «Gate of the Burning Heart»)
Інферно — це фракція, що складається з породжених драконом Ургашем демонів. Їхня держава, Шио, міститься під землею в ядрі світу. Демони вірять в абсолютну, свавільну свободу, та прагнуть знищити все, створене противниками Ургаша. Шио зазвичай не пов'язується з поверхнею, але в часи Кривавого місяця, що трапляється раз на багато років, демони виходять в Ашан.
Демони володіють сильною магією, витривалістю та удачею в боях. Але через відсутність дисципліни їхній бойовий дух хиткий і немає здібностей підтримки.
Класи героїв: Господар Хаосу, Еретік, Закликач пекла; Піромант, Чорнокнижник, Демоніст.
Істоти: Схиблений (Божевільний), Пекельна гонча (Цербер), Суккуб (Лілім), Породителька (Матка-породителька), Садист (Нелюд), Руйнівник (Спуштошувач), Демон безодні (Владика безодні).
Некрополіс
Держава: Срібні міста (англ. The Silver cities)
Столиця: відсутня в часи Героїв VI
Чаклуни-некроманти та творіння їхньої магії поклоняються першородному дракону Аші, зокрема її аспекту як богині смерті. Некроманти розглядають смерть як іншу якість життя, де не існує старості та інших недоліків живого тіла. З цієї причини вони перетворюють себе на невмерлих — рухомих мерців. На час дії гри Некрополіс тільки нещодавно відколовся від Срібних міст та набирає силу.
Некроманти вміють ослабляти і залякувати ворога. Оскільки їхні війська неживі, вони непідвладні змінам бойового духу. Проте вони повільні та мають слабку підтримку.
Класи героїв: Лицар смерті, Темний лицар, Кістяний гвардієць; Жнець, Некромант, Бальзамувальник.
Істоти: Кістяний воїн (Кістяний пікінер), Гуль (Ненаситний Гуль), Примара (Привид), Ліч (Архіліч), Ламасу (Гниючий ламасу), Вампір (Вищий вампір), Прядильниця долі (Ткачиха долі).
Твердиня
Держава: Острови Пао (англ. The Pao islands), архіпелаг у Нефритовому морі
Столиця: Таумата Кун'як (англ. Taumata-Kunyak)
Населення цієї фракції складається з результатів магічних експериментів магів Срібних міст, зокрема орків. Орки не шанують богів-драконів, натомість поклоняються «Матері-Землі» і «Батьку-Небу». Раніше поневолені, орки отримали свободу під проводом вождя Кун'яка й розділилися на окремі племена. Після смерті Кун'яка орки втратили єдність і розселилися островами Пао.
Орки мобільні та стійкі до магії, але мають обмаль тактик і здібностей підтримки.
Класи героїв: Розпалювач війни, Варвар, Отаман; Закликач шторму, Шаман, Формувач землі.
Істоти: Громила (Трощила), Гоблін (Гоблін-мисливець), Гарпія (Фурія), Сноходець (Ловець снів), Кентавр (Бойовий кентавр), Воїн-ягуар (Воїн-пантера), Циклоп (Лютий циклоп).
Святилище
Держава: Хашіма, Восьмипелюстковий Лотос (англ. Hashima, the Eight-petal Lotus)
Столиця: Нарія, Веселкова Перлина (англ. Nariya, the Iridescent Pearl)
Феодальна країна Хашіма поклоняється Дракону води Шалассі, тому її населяють водні істоти, зокрема напівлюди, напівзмії наґи. Хашімою править Вічна імператриця, яка, відповідно до вчень наґів, тримає країну осторонь інших.
Війська Святилища збалансовані за нападом/захистом, але обмежені в стрільбі та лікуванні.
Класи героїв: Майстер війни, Самурай, Сьоґун; Заклинатель повені, Монах, Майстер припливів.
Істоти: Акуляча сторожа (Ванідзаме), Коралова жриця (Перлинна жриця), Каппа (Каппа-сойя), Дух струмків (Мідзу-камі), Снігова дівчина (Юкі-онна), Кенші (Кенсей), Кірин (Священний кірин).
Підземелля
Держава: Іг-Шалл, Темна Печера (англ. Ygg-Chall, the Dark Below)
Столиця: Конос, Лабіринт Тіней (англ. Konos, the Maze of Shadows)
Фракція, також знана як Ліга Тіней, очолювана народом Темних ельфів, що колись проживали в лісах Іроллану, але вигнаних звідти. Під загрозою повного знищення вони уклали договір з таємничими Безликими, радикально змінивши свою релігійно-філософську доктрину, і були відведені в хтонічні глибини, що надалі послугувало причиною виникнення локального військового конфлікту між націями Підземелля і Північних Кланів з питань територіального переділу місцевостей суміжних підземель. Об'єднавшись з переважно місцевими створіннями, що шанують Малассу, Бога-Дракона Темряви, Темні ельфи заснували державу Іг-Шалл, Темну Печеру, столицею якого стало місто Конос, Лабіринт Тіней. На час подій Might & Magic Heroes VI центральною персоною цієї нації є Раїлаг, старший син і головний спадкоємець королеви Туїдхани.
У шостій частині серії війська фракції представлені як вже знайомими з попередньої частини концептуально зміненими видами бійців, так і одним абсолютно новим, що раніше з'являлися в оригінальній версії гри суто як персонажі (Безликі). Расове вміння Підземелля, «Покрив Маласи», дарує дружнім загонам тимчасову і обумовлену різними факторами невидимість.
Класи героїв: Вбивця тіней, Темний клинок, Спритник; Темний пророк, Чаклун, Ткач тіней.
Істоти: Ассасин (Тінь), Ловець (Танцівниця Чакруму), Спостерігач (Тіньовий спостерігач), Мантикора (Скорпікора), Безликий (Безликий лялькар), Мінотавр (Мінотавр-гвардієць), Тіньовий дракон (Чорний дракон).

## Сюжет
Події Might & Magic: Heroes VI відбуваються у 564 РСД, приблизно за 400 років до Might & Magic: Heroes V, в час другого Затемнення Кривавого Місяця, і сходження Кха-Белеха, Володаря демонів.
Легендарний генерал архангелів, вбитий під час війни Старших рас, загадковим чином відродився. Під прикриттям підготовки до майбутнього вторгнення демонів, він планує відновити свої сили і захопити владу над Ашаном, викорінюючи своїх древніх ворогів. Проте, він недооцінює могутність династії Грифонів.
Герої VI розповідають історію цієї династії, коли вони були лише герцогами Священної Імперії, і ще не сиділи на троні Імперії (як в Героях 5 і Битвах Героїв). Герцогство Грифона — схід Імперії, регіон, що відповідав би слов'янським народам у реальному світі.
Родоначальник династії, герцог Грифона Павло був ревним слугою Світла і довіреним лейтенантом Імператора Сокола. Він зустрів свою смерть захищаючи власне герцогство від Володаря демонів, викликаного передсмертним бажанням відчайдушного ворога. Його син, Слава, який був лише хлопчиком під час цих подій, стає спадкоємцем престолу.
Павлова сестра Світлана, яка покинула рідні землі, щоб стати видатним Некромантом в Семи Містах, була викликана як регент Слави і виховувала його шляхами Грифона.
Через двадцять років війна минула. Герцог Грифона Слава тепер став батьком п'ятьох багатообіцяючих дітей. Це головні герої кампанії Heroes of the Might and Magic VI, які з різних причин приєднуються до різних фракцій світу Ашан. Поворотним моментом стає вбивство Анастасією свого батька, що стає поштовхом до розкриття змови, яка загрожує всьому Ашану.

### Головні персонажі
Антон — став герцогом Грифона, коли йому виповнився 21 рік, відразу після вбивства його батька, Слави. Він починає підозрювати всіх, чия віра в Ельрата, бога-дракона Світла, не така сильна, як у нього самого. Натхненний дивними голосами, що шепочуть у його голові, він відразу оголошує всі інші релігії поза законом. Його фракцією є Притулок.
Слоган: «Йди з миром, батьку. Герцогство в надійних руках. Нехай Ельрат спопелить серця твоїх убивць».
Кирило — став безпорадним свідком вбивства свого батька, Слави, герцога Грифона, а потім страти своєї сестри-близнючки Анастасії. Переповнений гнівом, він погоджується супроводжувати ангела Сару в небезпечній подорожі до Шио, світу-в'язниці демонів. Його мета — знайти таємничі сили, що призвели до загибелі його батька і сестри. Його фракцією є Інферно.
Слоган: «Я не продавав своєї душі… хтось інший це зробив. Мені байдуже, що це зробили для порятунку світу… Я хочу її назад.»
Анастасія — пробуджена своєю двоюрідною бабусею Світланою, відкрила, що повернулася до життя як невмерла. Очевидно, перед цим вона була обвинувачена у вбивстві свого батька Слави, герцога Грифона, і страчена власним братом Антоном. Анастасія впевнена у своїй невинності, тому повністю віддалася вивченню темного мистецтва некромантії, з метою притягнення істинних винуватців смерті батька до відповідальності. Її фракцією є Некрополіс.
Слоган: «Можливо, краще б я не жила. Але це не означає, що мені це має подобатись.»'
Ірина — виросла в компанії свого зведеного брата Сандора, який був зовсім не дворянського виховання. Вони вчилися фехтуванню разом з орком Краалом, Майстром Зброї у герцога Слави. Ірина була проти волі заручена із хтивим герцогом Вовка Герхартом, котрий напав на неї у першу ж шлюбну ніч. Реагуючи швидше як воїн, а не як дівчина-дворянка, вона серйозно поранила його і за це була кинута до в'язниці. З гордості вона б померла там, якби Сандор не прийшов, щоб урятувати її. Разом вони втекли на острови в Нефритовому морі, але й там Ірина знову була втягнена в політику. Проте цього разу вона вже могла підняти власну армію і вирушити на північ — туди, де, в очікуванні помсти, жив Герхарт. Її фракцією є Святилище.
Слоган: «Я не буду, і ніхто мене не примусить. Я вирішила…»
Сандор — позашлюбний син герцога Грифона Слави і його першого кохання, прекрасної леді Елізабет. Бувши політичним тягарем з народження, він скоро став порушником спокою, а куди вилити його гнів і розчарування, знайшов для нього батьковий майстер зброї, орк Краал. За те, що він був на боці своєї родини у батьковій ворожнечі із сусіднім герцогом Вовка Герхартом, Сандора вигнали із Священної Імперії. Краал повів його туди, де Сандора прийняли: диких островів Пао у Нефритовому морі. Його фракцією є Твердиня.
Слоган: «Моя пропозиція може здатися вам цікавішою зі зброєю біля вашого горла.»

### Кампанії
Пролог
Сценарії: Воля імператора, Загибель Грифона
Під час боротьби з орками герцог Павло Грифон був убитий прикликаними шаманом Тогрулом демонами.
Через 20 років його син Слава, почувши про присутність демонів в графстві, вирушає туди зі своєю наставницею, некромантом Світланою. Він натрапляє на орків, що потрапили в оточення демонів, і допомагає їм. Також він дозволяє оркам поселитися на землях герцогства. В цей час предок Слави, Іштван, повертається як привид і застерігає від співпраці з ангелами, оскільки сам був противником віри в Ельрата, їхнього творця.
Згодом, заручившись підтримкою ангелів ведення пророкованої війни проти демонів, імператор Ліам Сокіл видає указ, що дозволяє герцогу Вовка Герхарду відбирати в орків імперії їхні землі. Герцог Слава відмовляється сприяти цьому, і свариться з Герхардом. В суперечку втручається архангел Уріель, котрий пропонує укласти шлюб між герцогствами задля миру. Старша дочка Слави, Ірина, вирісши, повинна вийти за Герхарда.
Некрополіс
Сценарії: Біда не приходить одна, Всередину, Світанок звідусіль, Хитрісь павука
Світлана оживляє Анастасію як невмерлу. Вирішивши дізнатися, хто маніпулював нею у вбивстві батька, Анастасія вирушає в землі, підконтрольні інквізиції, де нібито перебуває Безликий, що маніпулював нею. Там вона знаходить в темниці інквізитора Сальваторе Йоргена, радника Слави. Несподівано Йорген перетворюється на Безликого, яким і був досі. Проте він не є вбивцею і погоджується допомогти в пошуках справжнього злочинця. Після цього Анастасія вирушає в землі некромантів Хереш, попри поширення демонів, дізнавшись, що їй може допомогти Матір Намтару — втілення богині Аші. Намтару дає пораду побороти свої страхи, щоб здобути нові сили. Анастасія, подорожуючи власним розумом, стає сильним некромантом. В цей час починається вторгнення демонів, але вона продовжує пошуки вбивці батька.
Несподівано Світлану викрадає її суперниця, некромант Культу павука Міранда. Втручається архангел Уріель, її колишній наставник, і пропонує Анастасії стати Небесним воїном, як і було ним задумано від початку, щоб воскрестити свою матір Аврору, яка загинула у війну ангелів з Безликими. Вона протестує, а пізніше визволяє Світлану. Підозрюючи Міранду у маніпулюванні нею, Анастасія вбиває її, але та перед смертю пояснює, що Анастасія була під впливом магічного Гребеня Тіней.
Демони намагаються зіпсувати підземні магічні жили, тож Анастасія веде армію проти них. Вона знаходить свою матір Кейт, яка насправді не померла, а стала жрицею культу Дракона. Опанувавши Гребенем Тіней, Анастасія відкриває, що через нього нею керував Уріель. Вона стає свідком розмови Міхаеля з Уріелем, з якої довідується, що Міхаель був відроджений з мертвих за допомогою душі Павла, а Безликі готуються повернутися. Наздогнавши Уріеля, Анастасія долає його війська і його самого, чим здійснює помсту за себе і батька. Після цього вона стикається з Антоном, але мириться з ним, оскільки вбивши сестру, Антон посприяв викриттю вбивці Слави.
Притулок
Сценарії: Щось затівається, Правда є брехня і брехня є правда, Не спокушайте знедоленого, Битва програна і виграна
Антон з Герхардом і Славою постають перед імператором з приводу того, що Ірина втекла з-під вінця. Коли Анастасія прибула туди ж і вбила батька, До Антона повернулися голоси, які покладають вину на Безликих. Він звертається до Йоргена, який застергігає не довіряти голосам.
На похоронах Слави Антон оголошує, що віднині всі в імперії повинні шанувати Ельрата, а всі, хто відмовиться, будуть вбиті. Він нав'язує віру в Ельрата своїм баронам, але розчаровується в жорстокій інквізиції, проганяючи інквізитора Сальваторе. Йорген показує, що є Безликим, і Антон кидає його до в'язниці, після чого вбиває Анастасію.
Міхаель намовляє Антона знищити непокірних баронів. Також він зустрічає привид Джордже, котрий готує громадянську війну. В своїх подорожах йому зустрічається Кейт, яка знає про голоси і закликає послухати їх.
Справившись з загрозою від Джордже, Антон отримує завдання від Міхаеля вирушити допомогти Герхарту проти наґів. Але скоро він дізнається, що герцог мертвий (вбитий Іриною), тому сам захищає землі від наґів. Архангел Лауріель відкриває ким є загадкові голоси — душами тих, кого Сара та Уріель помістили в Зал Спогадів. Завдяки цьому наступні покоління можуть отримати пам'ять предків, як це вміють Безликі. Так Антон розуміє, що Слава був убитий з тією ж метою.
Тим часом вторгнення демонів набирає обороти і імператор Ліам опиняється в оточенні військ Арібана. Антон спішить на допомогу, проте імператор гине. Зате Антон рятує рід Соколів і розправляється з відступникам і самим Арібаном. На трон імперії сідає Гвендолін, відзначаючи відвагу Антона. Світлана з переданого від Міхаеля повідомлення робить висновок, що його воскресили з використанням душі Павла, і приводить Анастасію, з якою Антон мириться.
Святилище
Сценарії: Лють і багно, Гвинтові сходи, Кривавий приплив, Смерть-в-житті і Життя-в-смерті
Ув'язнену за напад на Герхарта Ірину визволяє Сандор і приводить в Хашіму. Ірина потрапляє в храм Шаласси, де знайомиться зі жрицею Кацуї. Герцогство Вовка тероризує землі Хашіми, тому Ірина береться допомагати новим друзям. Вона стає васалом Дайме Хіроші та атакує торговий форт противника. Дізнавшись, що Сандор потрапив в полон, Ірина захоплює місто, де він мав би бути, та брата там немає — інформація була обманом. Ірина виявляє, що вагітна від Герхарда, отже виношує спадкоємця трону герцогства Вовка.
Ірина повстає проти Хіроші та займає його місце. Але тепер вона повинна виконувати його обов'язок — захистити Хашіму від некромантів. Для цього вона пробуджує Хаї Ро, втілення Шаласси. З ним флот некромантів вдається розбити, але Ірина довідується, що пророцтво про пришестя демонів хибне, вони прийдуть на три роки раніше.
Їй зустрічається Кейт, пояснюючи, що покинула сім'ю, аби визволити брата. Імператор Ліам просить допомоги в Хашіми для війни проти демонів і на прохання приходить Ірина. Але вона, окрім допомоги імперії, вбиває Герхарда. Ірина стає регентом графства Вовка, лишаючись вірною наґам, і готується до пошуків Сандора та вбивць батька.
Інферно
Сценарії: Ангел, ангел, палаюче світло, Моторошна симетрія, В нічному лісі, Шлюб Раю з Пеклом
Кирило отямлюється в Шио, царстві демонів, їхнім слугою, мало що пам'ятаючи про те, як тут опинився. Єдине, що він знає точно — в цьому винна Сара. Суккуби Зана і Дева одразу пояснюють, що в нього вселився Владика Азкаал, ділячи з Кирилом одне тіло. Кирило збирається вибратися з Шио. Азкааал при цьому лютує з того, що тепер його володіння належать Тор-Беріту. Азкаал підказує як побороти Тор-Беріта, після чого Кирило вирішує прогнати демона зі свого тіла.
У своїх пошуках він знаходить Сару та пригадує як опинився в Шио. Місяць тому Кирило отримав від свого наставника, архангела Сари, пропозицію спуститися в царство демонів, щоб знищити Незриму бібліотеку Безликих. З її допомогою Безликі нібито підкорили розум Анастасії й змусили вбити Славу.
Кирило вирушає в погоню за Сарою. Він зустрічається з володарем Шио Кха-Белехом, який говорить, що мав з Сарою угоду — вона безпечно проходить у царство демонів, а взамін дає Кирила. Однак, Кха-Белех не очікував, що в одному тілі з Кирилом буде і Азкаал, колись переможений Міхаелем. Зана підказує — давши Азкаалу повернути свою владу, можна завадити планам Кха-Белеха з захоплення світу.
Кирило стикається з Тогрулом, вбивцею Павла, знищує його і повертає собі контроль на тілом, вгамувавши демона. Після цього його запрошує до себе Кха-Белех. Той розказує, що для вміщення Азкаала було обрано саме Кирила, бо ангели обрали його раніше для відродження померлих побратимів. Кирило нарешті наздоганяє Сару, коли та добуває Меч Примусу та відлітає, сказавши наостанок, що такою є воля Ельрата.
Кирило продовжує пошуки Незримої бібліотеки, для чого вибирається з Шио знайти Світлану. Він розкриває плани герцогства Бика вбити Матір Намтару та ставить собі на меті дійти до неї першим. Кирило збирає необхідні частини кристалу Місячного шовку, яким відкриває шлях до Намтару. Коли він перемагає Намтару в бою, Світлана і Анастасія обіцяють йому допомогти в пошуках Незримої бібліотеки. Проте з'являється Кейт з повідомленням, що він повинен зупинити ангелів, а не руйнувати Бібліотеку. Якщо вона буде втрачена, як того хочуть ангели, баланс між Світлом і Темрявою порушиться. Поки Кирило воює з місцевими орками, Світлана знаходить місцерозташування Сари.
Сара пояснює, що отриманим в Шио мечем збирається знищити Бібліотеку, але справжньою зброєю для цього є сам Кирило. Для цього вона й залишила його в Шио, щоб Кирило став тим, ким тепер є. Разом їм вдається відшукати Незриму бібліотеку, яку охороняє імперія Сокола, навіть не знаючи, що це бібліотека. На додачу кожен, хто покидає долину бібліотеки, забуває про її існування. Кирило перемагає охоронців, входить всередину, де Безликий-бібліотекар пропонує стати одним із них, одержавши будь-яке знання, яке забажає. Проте він обирає перенести Бібліотеку в Шио, замість руйнувати, аби не дати переваги ні Світлу, ні Темряві. Кирило залишається там разом з Сарою, котру покохав за час всіх пригод, та мириться зі своєю новою сутністю.
Твердиня
Сценарії: Не місце для орків, Добрий, злий, і кривавий, Варварська сімка, Про червів і демонів
Коли Сандор дізнався, що Ірина опинилася в ув'язненні за напад на Герхарта, він вирішує покинути імперію і шукати долі на островах Нефритового океану. Зустрівши Кралла, який досі вірний роду Грифона, Сандор збирається визволити сестру. Для цього він збирає військо і звільняє поневолених герцогством Вовка орків. Після довгих пошуків один з визволених розказує, що Ірину повели в гори в мисливський будинок.
Там йому зустрічається захисник Марк, якого Сандор долає. Разом з Краллом він звільняє сестру та продовжує завойовувати вплив серед Непокірних племен. З перемогою над рабовласником Шаркою владу Сандора визнають дедалі більше. Але наступ наґів змушує захищати від них володіння. Сандор розшукує сімох видатних воїнів для підтримки.
Некроманти повідомляють про вбивство Слави Анастасією. Здобувши перемогу над полководцем наґів Мукао, Сандор пропонує йому об'єднати зусилля проти демонів, які саме почали напади. Той погоджується і просить знайти Сльозу Аші, щоб створити закляття, яке очистить острови від демонів. Сльоза виявляється всередині велетенського демонічного черва, якого доводиться вбити.
Закляття знищує демонів, Сандор тепер вирушає в землі Імперії, щоб допомогти братам і сестрам.
Фінал
Сценарії: Ангели теж плачуть | Надто світло для темряви
Коли демони подолані, Міхаель звертається до спадкоємців Слави, щоб ті допомогли йому закінчити війну проти Темряви, знищивши Безликих.
Якщо шляхом обраного персонажа є Сльози, він відкидає прохання та обертає свою армію проти ангелів, стаючи поряд з Кейт. Вона планує знищити Зал спогадів, де містяться душі померлих для відродження ангелів. Міхаель гине в бою і Кейт успішно відправляє зібрані душі померлих до Ельрата, але ритуал призводить до її смерті.
Якщо шляхом є Кров, він виступає супроти Кейт, яка погрожує повести Безликих для війни проти Світла. За підтримки Міхаеля, герой вбиває Кейт і відвертає війну.
В обох випадках, діти Слави оплакують смерть Кейт і ховають її поряд з батьком. Йорген же знаходить Темного ельфа та намовляє його почати війну проти Ельрата, оскільки він не є учасником Сутінкового договору. Цей ельф виявляється Раїлагом, героєм доповнення «Грані темряви».

## Доповнення
- Пірати Дикого Моря (англ. Might & Magic Heroes VI: Pirates of the Savage Sea). Це доповнення дозволяє грати за пірата Крега Хека, відомого з третьої частини гри, найнятого Піратською Радою, щоб з'ясувати, чому в Диких Морях стали зникати кораблі. Додає також відповідну династичну зброю, нові артефакти, і сценарій, заснований на світі VARN оригінальної серії Might & Magic. Доповнення вийшло 12 липня 2012 року[5].
- Танець Смерті (англ. Might & Magic Heroes VI: Danse Macabre). Головним героєм виступає ліч Сандро, багато років тому прогнаний іншими некромантами за злочини, який несподівано з'явився в Ашані для помсти і приборкання божеств-драконів. Додає династичну зброю Сандро, істот-компаньйонів, і сценарій, заснований на світі Ксін оригінальної серії Might & Magic. Доповнення вийшло 27 вересня 2012[6].
- Грані Темряви (англ. Might & Magic Heroes VI: Shades of Darkness). В цьому доповненні з'являється нова фракція — Підземелля. Доповнення має дві кампанії: за героя Темних ельфів Раїлага і вампіра Вейна. Реліз відбувся 2 травня 2013[7].

## Оцінки й відгуки
| Агрегатор    | Оцінка |
| ------------ | ------ |
| GameRankings | 76.78% |
| Metacritic   | 77/100 |

| Видання      | Оцінка    |
| ------------ | --------- |
| GamePro      | 3/5 зірок |
| GameSpy      | 3/5       |
| GamesRadar+  | 8/10      |
| GameTrailers | 7.8/10    |
| IGN          | 8/10      |

Гра отримала відгуки від посередніх до схвальних, зібравши 77/100 на агрегаторі Metacritic і 76,78 % на GameRankings. Might & Magic: Heroes VI критикували за часті падіння гри, зависання, і баґи; слабкий штучний інтелект, незбалансованість фракцій та істот, і DRM.
Оглядачі з IGN оцінили гру у 8/10, з вердиктом: «„Герої Меча і Магії VI“ можуть мати деякі проблеми з тактикою бою в кінці гри та її історією, але стратегія тим не менш залишається вибуховою. Незліченні години гри чекають, і будь-хто, поглянувши на цю якісно зроблену і захопиву покрокову стратегію не перейде до чогось іще».
GameSpy перерахували численні позитивні сторони, проти згадали і «дрібні візуальні баґи та глюки», а також слабку стратегію в багатокористувацькому режимі і систему захисту. «Що дійсно вбиває — і руйнує потенціал — це драконівські вимоги жахливої системи Uplay, щоб ви були під'єднані до Інтернету на весь час гри».

### Нагороди
IGN
- «Вибір редакторів» (англ. "Editor's choice Awards")

Gamespot
- «Видатний візуальний дизайн» (англ. "Outstanding visual Design")[13]